# Џевринска бања
Џевринска бања је субтермални извор Џевринског камена, на ушћу Џевринског потока у Дунав, потопљен је ђердапском акумулацијом.
Пре формирања акумулације, док су била могућа хидролошка и хидрохемијска истраживања, утврђено је да је температура воде 18 ° и издашност 0,6л/с. Повишена температура воде објашњава се појавом дубоке сифоналне циркулације подземних вода дуж тектонски активних структура. Према хемизму, вода је сумпоровито-муријатична, са високим садржајем NaCl. Садржај CaO указује да је извор крашки, тј. да воде пролазе кроз кречњаке.